# Zygophlebia longipilosa
Zygophlebia longipilosa är en stensöteväxtart som först beskrevs av Carl Frederik Albert Christensen, och fick sitt nu gällande namn av Luther Earl Bishop. Zygophlebia longipilosa ingår i släktet Zygophlebia och familjen Polypodiaceae. Inga underarter finns listade.